# Claus von Stauffenberg
Pour les articles homonymes, voir Stauffenberg.
Claus Philipp Maria Schenk Graf von Stauffenberg est un officier de la Wehrmacht, né le 15 novembre 1907 à Jettingen-Scheppach et mort le 21 juillet 1944 à Berlin. Il est l’une des figures centrales de la résistance militaire contre le nazisme.
Alors qu’il est chef d’état-major auprès du commandant de l’Armée de réserve et de l’intérieur (Ersatzheer), Stauffenberg participe à un complot contre Adolf Hitler, organisant personnellement l’attentat du 20 juillet 1944, dans le cadre du coup d'État militaire avorté, connu aussi sous le nom d’opération Walkyrie.
Stauffenberg a tout d’abord montré sa sympathie pour différents aspects du national-socialisme, comme le nationalisme ou le révisionnisme concernant le traité de Versailles, jusqu’à ce que le caractère criminel du régime le pousse à la résistance à dater de 1942[réf. nécessaire].

## Jeunesse et formation

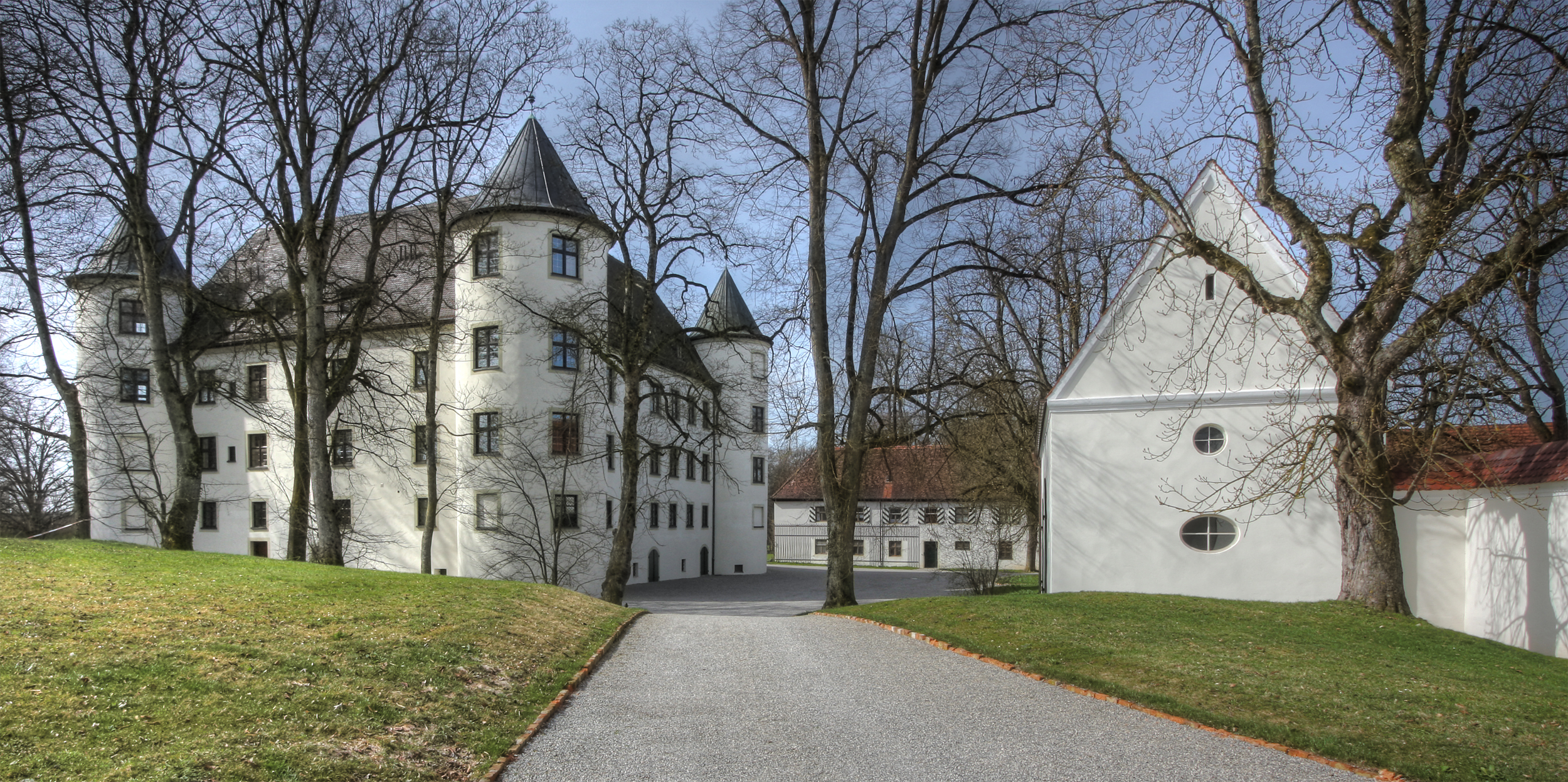
Vue du château de Jettingen, lieu de naissance de Claus von Stauffenberg.

Claus von Stauffenberg est né au château de Jettingen à Jettingen-Scheppach en Souabe, entre Augsbourg et Ulm. Il vient au monde dans l’une des familles les plus anciennes et les plus distinguées de l'aristocratie catholique du Sud de l’Allemagne, la famille Schenk von Stauffenberg. Il est le troisième fils et le benjamin. Ses parents sont Alfred Schenk, comte von Stauffenberg (1860-1936) et Caroline née von Üxküll-Gyllenband (1875–1957). Son père était le dernier « maréchal de la cour » (Oberhofmarschall) du royaume de Wurtemberg. Du côté de sa mère, Claus von Stauffenberg compte parmi ses ancêtres plusieurs Prussiens célèbres, dont le réformateur de l’armée prussienne August Neidhardt von Gneisenau. Son oncle Nikolaus von Üxküll-Gyllenband a influencé sa future participation à la résistance. Sa tante Alexandrine von Üxküll-Gyllenband (de), qui était infirmière en chef à la Croix-Rouge allemande, était également une personnalité reconnue.
Claus von Stauffenberg passe son enfance essentiellement à Stuttgart et au château Lautlingen, la résidence d’été de la famille à Albstadt-Lautlingen (aujourd’hui musée) avec ses deux frères jumeaux aînés Berthold et Alexander. Claus von Stauffenberg a eu lui aussi un jumeau, Konrad Maria, mort à la naissance.
Après des études au Eberhard-Ludwigs-Gymnasium de Stuttgart, il devient membre de la ligue de jeunesse Bund Deutscher Neupfadfinder où il est influencé par le mysticisme du Reich (Reichsmystizismus). Par la suite, il fait partie avec ses frères du cercle d’amis de Stefan George et de son Opposition conservatrice. Ayant reçu une éducation choisie, il s’intéresse à la littérature, mais opte pour la carrière militaire, malgré une santé fragile : en 1926, il s’enrôle dans le régiment familial à Bamberg en Bavière, le Reiter und Kavallerieregiment 17 (17e régiment de cavalerie et de cavaliers).

## Parcours militaire

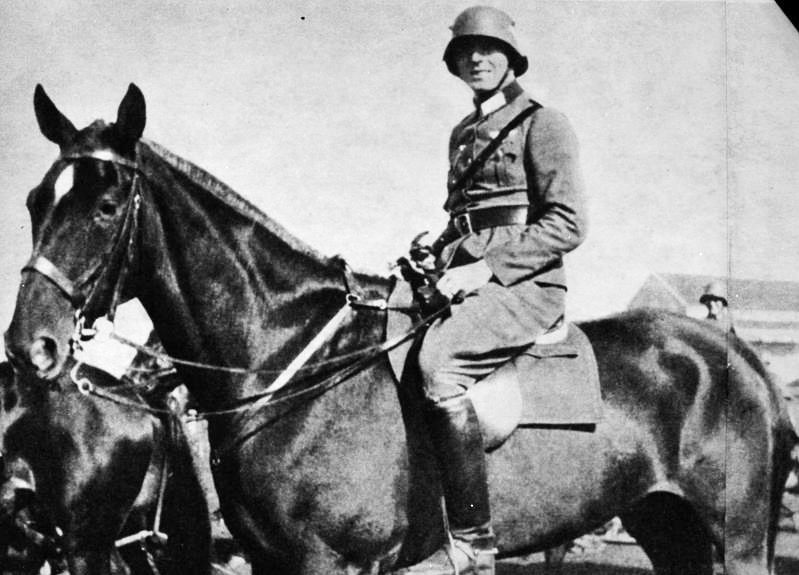
Claus von Stauffenberg au de cavalerie de Bamberg en 1926.

Après le baccalauréat (Abitur), Stauffenberg s’engage dans la Reichswehr le 5 mars 1926. Il commence son service au 17e régiment de cavalerie de Bamberg où il est incorporé comme Fahnenjunker. Après un an de service, il est envoyé à l’école d’infanterie de Dresde où tous les aspirants officiers doivent suivre une formation d’un an. En 1928, il est muté à l’école de cavalerie de Hanovre puis retourne à son régiment de Bamberg où il devient lieutenant le 1er janvier 1930 après être reçu à l’examen en sortant major de promotion.
Vers la fin de la république de Weimar, Stauffenberg, tout comme son frère Berthold, est proche des cercles de la révolution conservatrice. Même s’il montre du mépris pour le parti nazi qui monte, de nombreux points de cette pensée politique l’intéressent : 
« L’idée d’un Führer… associée à celle d’une communauté nationale, le principe selon lequel le bien commun passe avant le bien privé et le combat contre la corruption, le combat contre l’esprit des grandes villes, l’idée de races et la volonté d’un nouvel ordre juridique allemand nous apparaît comme sain et porteur d’avenir ».
Lors de l’élection présidentielle de 1932, Stauffenberg se prononce alors contre le président en exercice, le conservateur et monarchiste Paul von Hindenburg et pour Adolf Hitler dont il salue clairement la nomination au poste de chancelier du Reich le 30 janvier 1933. Stauffenberg participe à la formation militaire des membres des SA et organise la remise de dépôts d’armes à la Reichswehr.
Le 26 septembre 1933, il épouse à Bamberg, à l'âge de 25 ans, Elisabeth von Lerchenfeld, dite "Nina", âgée de 20 ans, avec qui il a cinq enfants : 
- Berthold (*Bamberg, 3 juillet 1934),
- Heimeran (* Bamberg, 9 juillet 1936- 20 octobre 2020),
- Franz-Ludwig (*Bamberg, 4 mai 1938),
- Valerie (*Bamberg, 15 novembre 1940 - décédée à Munich le 4 juin 1966 d'une leucémie),
- Konstanze (en)( *Francfort-sur-Oder, 27 janvier 1945).

Sa femme Nina meurt le 2 avril 2006 à l’âge de quatre-vingt-douze ans, à Kirchlauter, près de Bamberg.

## Carrière sous le régime nazi

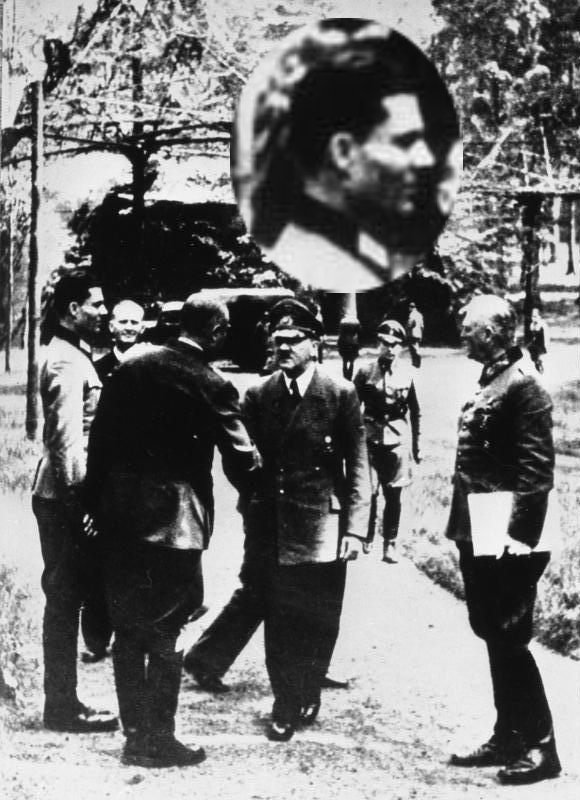
Stauffenberg (au garde-à-vous à l'extrême gauche de la photo) avec Hitler et Keitel (de profil à droite), le 15 juillet 1944 à la Wolfsschanze.

En 1934, Stauffenberg est muté à l’école de cavalerie de Hanovre en tant que Bereiter-Offizier (officier qui s’occupe des chevaux). À Hanovre, il se qualifie grâce à ses études sur les armes modernes (chars blindés et troupes aéroportées). Par la suite, il s’intéresse toutefois à l’utilisation militaire du cheval. Le 1er octobre 1936, il est envoyé à l’académie militaire de Berlin-Moabit pour y suivre une formation au sein de l’état-major général. Le 1er janvier 1937, il est promu Rittmeister. En juin de l’année suivante, il sert comme deuxième officier d’état-major général à l’état-major de la Ier division légère à Wuppertal sous les ordres du lieutenant-général Erich Hoepner avec lequel il prend part à l’occupation des Sudètes la même année.
Avec le début de la Seconde Guerre mondiale que Stauffenberg accueille comme une « rédemption », il est incorporé à la Ire division légère (plus tard VIe division de blindés de la Wehrmacht) dans la campagne de Pologne en 1939. De là-bas, il écrit à sa femme : « La population est une incroyable populace, très nombreux Juifs et très nombreuses personnes qui ne sont pas de race pure. Un peuple qui ne se sent bien que sous le knout. Les milliers de prisonniers vont faire vraiment du bien à notre économie agricole. En Allemagne, ils pourront sûrement être bien utilisés, vaillants, obéissants et se contentant de peu ».
L’historien Heinrich August Winkler cite cette lettre afin de prouver qu’à cette époque, Stauffenberg souscrit à la politique raciale des nazis, pour ne pas dire qu’il la souhaite. Même l’historien israélien Saul Friedländer suppose que l’attitude de Stauffenberg envers les Juifs ne se distingue de l’antisémitisme nazi que graduellement, et non sur le principe. Le biographe de Stauffenberg, Peter Hoffmann, réfute en revanche le terme d’antisémite pour Stauffenberg. Pour lui, la méthode d’interprétation de la lettre comme antisémite est insuffisante : « On doit analyser les propos et voir le contexte. En tant qu’historien, j’ai le devoir d’analyser le contexte et de rechercher, et non de donner des morceaux d’information ».
Peter Yorck von Wartenburg, un parent éloigné, et Ulrich Wilhelm Schwerin von Schwanenfeld demandent à Stauffenberg de se faire nommer adjoint du commandant en chef de l’armée de terre Walther von Brauchitsch, pour pouvoir prendre part à une tentative de renversement. Stauffenberg refuse. En 1940, il participe, en tant qu’officier d’état-major général, à la bataille de France. Le 31 mai 1940, il reçoit la croix de fer de première classe. Il est ensuite muté à la section d’organisation du commandement suprême de l’Armée de terre. En décembre 1941, Stauffenberg approuve le fait que Hitler réunisse dans ses mains le commandement suprême de l’armée de terre (après le limogeage de Brauchitsch, à la suite de l’échec de la bataille de Moscou) et celui de l'ensemble des forces armées.
En tant que chef du groupe II de la division d’organisation au sein du commandement suprême de l’Armée de terre, Stauffenberg fait partie des officiers importants qui ont consciemment travaillé à un changement de politique dans les territoires occupés. Il s’occupe de la question des volontaires dans la Légion de l'Est, en particulier lors des opérations militaires du Groupe A dans le Caucase. Il s’agit alors de rallier des prisonniers libérés et des déserteurs à la cause allemande. Sa division donne des directives, le 2 juin 1942, concernant le traitement des soldats du Turkestan et du Caucase, et commande, en août 1942, l’organisation et le déploiement des légions de l’Est.
À la mi-novembre 1942, la Xe division de blindés prend encore part à l’occupation de la zone française jusque-là restée libre. Immédiatement après, la division est envoyée à Tunis. Entre-temps, Stauffenberg est incorporé à l’état-major de l’armée et est promu Oberstleutnant à l’état-major général le 1er janvier 1943. En mars 1943, il est muté en tant que premier officier d’état-major général à la Xe division de blindés, qui doit alors couvrir la retraite de l’armée du maréchal Rommel contre les Alliés qui viennent de débarquer en Afrique du Nord. Pendant une mission de reconnaissance, son véhicule est mitraillé par un chasseur-bombardier allié. Il est grièvement blessé. Il passe trois mois à l’hôpital, où il est opéré par le célèbre chirurgien Ferdinand Sauerbruch et perd son œil gauche, sa main droite, ainsi que l'annulaire et l'auriculaire de sa main gauche — il en plaisantera ultérieurement, prétendant qu’il ne se souvenait pas de ce qu’il faisait de ses dix doigts quand il les avait encore. Sa convalescence se déroule à Albstadt-Lautlingen.
Ses mutilations et ses blessures ne l’empêchent pas de se battre pour être de nouveau apte au service armé.
Son dernier grade dans l’armée est Oberst dans l’état-major général.

## Éloignement idéologique par rapport à Hitler
Il commence à prendre ses distances par rapport aux nazis et à leur chef. 

« Il est temps que maintenant quelque chose soit fait. Toutefois, celui qui ose faire quelque chose doit être conscient que c’est bien en tant que traître qu’il entrera dans l’Histoire allemande. Cependant, s’il s’abstient d’agir, il serait alors un traître face à sa propre conscience. »

— Claus Schenk Graf von Stauffenberg
Stauffenberg est conscient que seule la Wehrmacht possède les moyens nécessaires au renversement, puisqu’elle est peu infiltrée par la Gestapo et par le Sicherheitsdienst. Comme beaucoup d’autres militaires, il se sent lié à Hitler par son serment de fidélité. Avec son frère Berthold et les membres du Cercle de Kreisau, il prend part à la rédaction des déclarations gouvernementales censées être prononcées après le renversement. Les conjurés visent la fin de la guerre et de la persécution des Juifs ainsi que le rétablissement d’un État de droit comme avant 1933. Ils ne parviennent pas à se mettre d’accord sur la forme que prendra le nouveau régime. Une grande partie des conjurés venant des cercles conservateurs de la bourgeoisie, de la noblesse et de l’armée, dont Stauffenberg, refusent la démocratie parlementaire. D’un autre côté, Stauffenberg exige la présence de sociaux-démocrates comme Julius Leber dans le futur gouvernement. Par l’intermédiaire de son cousin Peter Yorck von Wartenburg, Stauffenberg avait fait la connaissance de Leber et il s’était alors établi entre eux un rapport de confiance mutuelle. Après l’arrestation de Leber au début de juillet 1944, Stauffenberg ne cesse de répéter à Adam von Trott zu Solz : « Je vais le sortir de là ». Aucun prix ne semblait trop élevé pour sauver Leber. Il finit par penser que le plus important était la disparition du régime nazi.
D’après le conjuré Hans Bernd Gisevius, le cercle étroit formé autour de Stauffenberg visait à partir de 1944 une alliance avec les communistes. Julius Leber, le confident de Stauffenberg, avait été arrêté par la Gestapo en raison d’une rencontre avec les dirigeants du parti communiste allemand. Il était alors très proche de Fritz-Dietlof von der Schulenburg. En juillet 1944, Stauffenberg formule avec son frère Berthold un serment qui essaie de traduire le consensus entre tous les participants au coup d’État. On peut y lire entre autres : 
« Nous nous réclamons, intellectuellement et pratiquement, des grandes traditions de notre peuple qui, par la fusion dans l’être allemand des racines hellénique et chrétienne, ont donné naissance à la civilisation occidentale. Nous voulons un ordre nouveau, qui fasse de tous les Allemands des détenteurs de l’État, et leur garantisse droit et justice, mais nous méprisons les mensonges égalitaristes et revendiquons la reconnaissance des rangs accordés par la nature. Nous voulons un peuple qui enracine les pouvoirs naturels dans la terre de la patrie, qui trouve son bonheur et sa satisfaction dans l’action des cycles de vie donnés, et surmonte d’une fierté libre les bas instincts d’envie et de jalousie. ».
À cause de cette attitude élitaire et nationaliste qui trouve son origine dans la pensée réactionnaire du George-Kreis (de), l’historien britannique Richard J. Evans croit que Stauffenberg n’avait « rien à offrir » pour le futur en matière d’idées politiques. Il était « mal approprié en tant que modèle pour des générations futures ».[pas clair]

## L’opérationWalkyrie

### Planification
Le fait de survivre à ses graves blessures renforce en Stauffenberg la conviction qu'il doit faire quelque chose pour préserver l'Allemagne de la catastrophe définitive. Bien qu'il ne puisse plus servir dans l'armée, il cherche à jouer encore un rôle. À l'automne 1943, il se manifeste une nouvelle fois à Berlin et y cherche des contacts parmi les adversaires d'Hitler réunis autour du général Friedrich Olbricht et du général de brigade Henning von Tresckow.
Avec Olbricht, Tresckow et le colonel Albrecht Mertz von Quirnheim, Stauffenberg travaille aux plans de l'opération Walkyrie. Officiellement, le plan doit servir à réprimer de possibles révoltes intérieures comme celle des nombreux travailleurs étrangers. Stauffenberg et Tresckow ajoutent des ordres supplémentaires au projet et font de l’opération Walkyrie un plan d’opération pour le coup d'État. Celui-ci prévoit d’accuser un groupe de fonctionnaires du parti de l’assassinat d’Hitler, afin de pouvoir par la suite procéder à l’arrestation des membres du Parti national-socialiste des travailleurs allemands, de la SS, du Sicherheitsdienst et de la Gestapo. Les commandants des différentes divisions militaires allemandes doivent recevoir les ordres correspondants après le déclenchement de l’opération et l’armée doit prendre en main les rênes du pouvoir. Stauffenberg devait recevoir le poste de secrétaire d’État au sein du ministère de la Défense du Reich.
Stauffenberg est nommé chef d’état-major au Bendlerblock à Berlin où il a alors accès à ce qui se dit au quartier général du Führer sur la situation. Il est sous les ordres d’Olbricht qui l’encourage à construire un réseau militaire d’opposition. Stauffenberg coordonne les plans d’attentat avec Carl Friedrich Goerdeler et le général de corps d’armée Ludwig Beck et reste en contact avec la résistance civile comme Julius Leber, Wilhelm Leuschner ou les membres du Cercle de Kreisau auquel appartient son cousin Peter Yorck von Wartenburg. Après l’arrestation de Helmuth James von Moltke en janvier 1944, le Cercle de Kreisau ne se réunit plus. La majorité des membres se met à la disposition de Stauffenberg, malgré les réticences de Moltke sur le fait de tuer Hitler.
Le 1er juillet 1944, Stauffenberg devient chef de l’état-major (Chef des Stabes) auprès du commandant de l’Ersatzheer (l’armée de réserve), le général Friedrich Fromm et est promu au grade de colonel. Avec Olbricht et Mertz von Quirnheim, il est dans le centre de commandement de l’opération Walkyrie. Un des points délicats du plan est le fait qu’il doit exécuter l’attentat et mener le coup d’État de Berlin. Le 11 juillet à Obersalzberg et le 15 juillet au quartier général de la Wolfsschanze déjà, Stauffenberg essaie de tuer Adolf Hitler. Il stoppe les deux tentatives à cause de l’absence soit d’Heinrich Himmler et/ou d’Hermann Göring. L’attentat ne pouvait pas être repoussé une troisième fois.

### Attentat et coup d’État avorté

Position des différents protagonistes lors de l’attentat du 20 juillet 1944 contre Adolf Hitler.

L’ultime tentative débute par hasard le 18 juillet lorsque Stauffenberg est appelé à venir au quartier général du Führer pour parler de nouveaux déploiements de troupes. Le groupe de résistance a alors déjà détaillé les membres du nouveau gouvernement et il ne reste plus qu’à exécuter Hitler. Stauffenberg prend un avion à l'aérodrome de Rangsdorf (de) près de Berlin le 20 juillet à 7 heures avec Werner von Haeften pour se rendre à la Wolfsschanze (la « forteresse du Loup ») près de Rastenburg en Prusse-Orientale.
L’entretien étant inopinément avancé d’une demi-heure en raison d’une visite prévue de Benito Mussolini, Stauffenberg n’arrive à amorcer qu’une seule des deux charges explosives, avec deux détonateurs chimiques-mécaniques britanniques, à l’aide d’une pince spécialement conçue pour lui (il ne lui reste que trois doigts à la main gauche). Il emporte donc la seconde charge, pour s’en débarrasser discrètement ensuite.
Ironiquement, des expériences ultérieures ont démontré que si Stauffenberg avait simplement mis aussi la seconde charge dans la sacoche jaune où a été placée la première, la première explosion aurait joué le rôle de détonateur de manière suffisamment efficace pour provoquer une explosion bien plus puissante qui, à en juger par les dégâts occasionnés sur des mannequins utilisés pour ces tests, aurait tué Hitler. De plus, à cause de travaux dans le Führerbunker habituel, l’entretien a lieu dans un cabanon en bois. Stauffenberg pose la sacoche à portée létale d’Hitler, mais elle est déplacée par le colonel Heinz Brandt, qui ignore ce qu’elle contient, derrière un des pieds (en bois massif) de la table, ce qui allait protéger Hitler de l’essentiel des effets de l’explosion. Stauffenberg quitte la pièce sous le prétexte de devoir téléphoner. Si Rudolf-Christoph von Gersdorff avait tenté de faire exploser une bombe qu’il portait sur lui en se tenant le plus près possible d’Adolf Hitler, il aurait pu réussir. Stauffenberg ne pouvait se sacrifier, puisqu’il joue un rôle crucial dans le coup d’État qui doit suivre l’assassinat.
La charge explosive détone à 12 h 42 dans la baraque où sont réunies vingt-quatre personnes. Mais Hitler et dix-neuf autres personnes présentes survivent à la détonation. D’un abri proche, Stauffenberg attend que l’explosion ravage l’intérieur du cabanon. Puis, convaincu que personne ne peut avoir survécu à une telle déflagration, Stauffenberg et son aide de camp, le lieutenant Werner von Haeften, quittent rapidement les lieux pour rejoindre Berlin à bord d’un Heinkel He 111. À Berlin, les conjurés et notamment Olbricht, qui dirige les opérations sur place, hésitent à mettre en place le plan du putsch car ils ne reçoivent aucune nouvelle claire de la mort d’Hitler. À 15 h, Stauffenberg, toujours persuadé de la mort d'Hitler, en informe Olbricht, depuis Rangsdorf, et part le voir au Bendlerblock. Ce n’est qu’à ce moment, plus de deux heures après l’attentat, donc tardivement, que l’opération Walkyrie est déclenchée. Georg et Philipp von Boeselager se tiennent prêts à marcher sur Berlin avec leurs régiments. Stauffenberg, Olbricht, Mertz von Quirnheim et Haeften sont arrêtés par Fromm qui les avait couverts jusqu’alors mais qui ne veut plus rien entendre d’une tentative de putsch, les informations restant floues.
Vers 18 h, le coup d’État semble avoir réussi. Dans certaines divisions militaires, les opérations se mettent en place. Tard dans la soirée, Hitler prend la parole à la radio. Les téléscripts contenant les indications des conjurés et arrivant dans les centres de commandement ne sont plus suivis. La plupart des officiers temporisent alors face aux informations contradictoires qui leur sont communiquées. Le coup d’État échoue. Stauffenberg et son aide de camp étant en fuite, l’ordre de les abattre est lancé par le quartier général du Führer, mais il arrive chez un membre de la conspiration, Friedrich Georgi, officier de l’état-major de l’Air, et n’est pas transmis.

### Fin de la tentative de coup d’État
Vers 22 h 30, un groupe d’officiers restés fidèles au régime auquel appartient Otto-Ernst Remer arrête Stauffenberg et les conjurés. Appliquant les décisions d’une prétendue cour martiale décidée et dirigée à la hâte par Fromm, dont le but aura été probablement d'effacer toutes traces de son implication dans le complot, ce dernier donne le soir même du 20 juillet l’ordre de fusiller Claus von Stauffenberg, Werner von Haeften, Albrecht Ritter Mertz von Quirnheim et Friedrich Olbricht. L’exécution a lieu peu avant 1 h du matin le 21 juillet dans la cour du Bendlerblock,. Les derniers mots de Stauffenberg auraient été « Vive l’Allemagne sacrée ! ». Le lendemain, les corps des fusillés sont inhumés avec leurs uniformes et médailles à l'ancien cimetière Saint-Matthieu. Hitler les fait exhumer et donne l’ordre de les brûler. Leurs cendres sont dispersées au-dessus d’un champ d’épandage de Berlin.

### Conséquences pour les familles
Hitler a envisagé de faire assassiner les familles des conjurés et d’effacer leur nom de famille : « La famille Stauffenberg sera détruite jusqu’au dernier membre ». La vengeance envisagée dans les premiers temps est rejetée au profit d’une Sippenhaft. L’épouse de Stauffenberg, Nina von Stauffenberg alors enceinte, est déportée au camp de Ravensbrück, puis peu avant son accouchement dans un centre de maternité nazi à Francfort-sur-l'Oder où elle accouche du cinquième enfant de la famille, Konstanze, en 1945. Les enfants sont envoyés dans un orphelinat, une « institution spéciale », à Bad Sachsa. Là, ils côtoient ceux de Caesar von Hofacker, de Wessel Freytag von Loringhoven, de Henning von Tresckow, etc.

« On les envoyait en promenade sur les routes au cours des bombardements. Ils ne savaient rien du sort de leurs parents »

— op. cit. Paul Berben (1964) p. 307)
On projette de les faire adopter par des familles nazies. Ils perdent le nom de Stauffenberg et obtiennent le nouveau nom de Meister. Ils y restent jusqu’à la fin de la guerre et seront libérés par les troupes américaines le 12 avril 1945.
À la suite de l’attentat, le NSDAP se déchaîne contre la famille de Stauffenberg ; par exemple, après l’attentat, une militante du NSDAP de la région d’origine de la famille von Stauffenberg se lance dans des recherches généalogiques visant à démontrer la participation des ancêtres de Claus von Stauffenberg à la répression des mouvements de révolte du XVIe siècle, la guerre des Paysans allemands et les révoltes nobiliaires qui agitèrent le Saint-Empire romain germanique à cette même période.
L’épouse de Claus von Stauffenberg meurt en 2006, à l’âge de 92 ans.

## Hommages posthumes

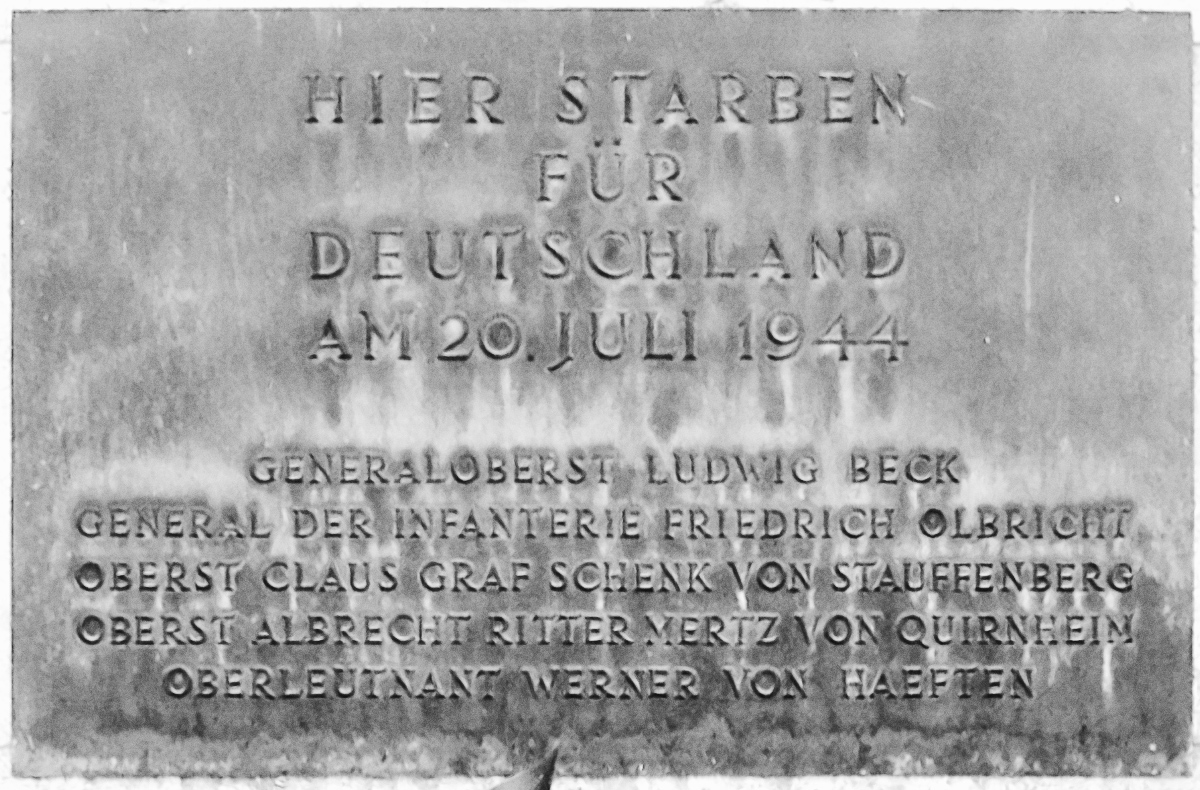
Mémorial de la rue Bendler (de) (Berlin).

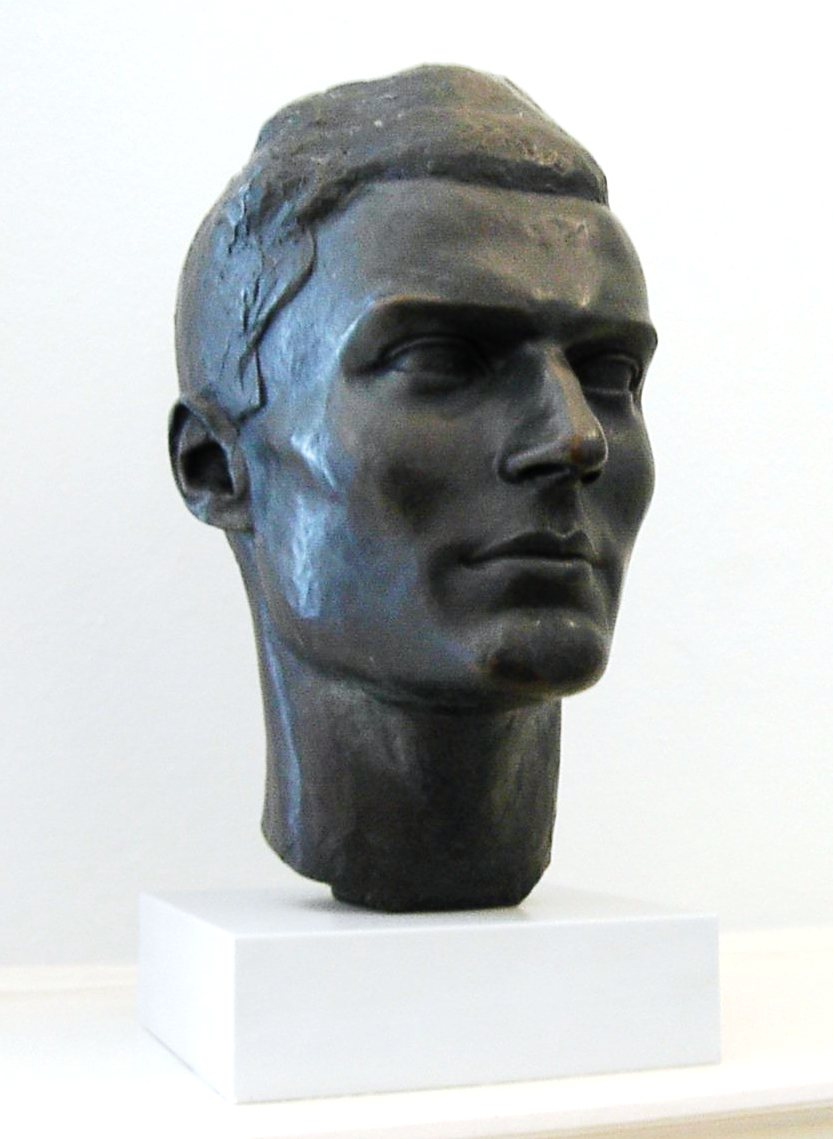
Buste de Stauffenberg.

De nos jours, Claus von Stauffenberg est célébré comme un héros et un symbole de la résistance allemande au régime nazi mais son personnage reste mal connu du grand public en général. Comme le ministère de la Guerre (Bendlerblock) est devenu un mémorial de cette résistance, le nom de la rue fut officiellement changé en Stauffenbergstraße et expose 5 000 photographies et documents présentant les diverses organisations. Dans la cour, une plaque commémorative représente, symboliquement, un jeune homme ayant les mains attachées.
- La caserne de la Bundeswehr située à Sigmaringen porte le nom de Stauffenberg depuis le 20 juillet 1961. On y dévoile une pierre commémorative en 1964.
- Le gymnasium d’Osnabrück porte le nom de Stauffenberg depuis 1967.
- À Stuttgart, en 2006, il est décidé que le vieux château abriterait un premier lieu de mémoire. L’aîné des enfants de Claus von Stauffenberg, Berthold Maria von Stauffenberg, devenu général dans la Bundeswehr participe à la cérémonie d’ouverture du mémorial.
- À l’occasion du centenaire de la naissance de Stauffenberg, un défilé militaire de la 10e division blindée de la Bundeswehr a lieu à Jettingen-Scheppach[21].
- Dans l’ancien château des Stauffenberg à Lautlingen a été ouvert un nouveau lieu de mémoire le 15 novembre 2007.
- Le 3 avril 2000, un buste de Stauffenberg est dévoilé dans la Ruhmeshalle de Munich.
- (8171) Stauffenberg, astéroïde.

## Filmographie

### Cinéma
- 1951 : Le Renard du désert de Henry Hathaway avec Eduard Franz dans le rôle de Stauffenberg
- 1955 : 
  - C'est arrivé le 20 juillet de Georg Wilhelm Pabst avec Bernhard Wicki dans le rôle de Stauffenberg ;
  - Le 20 Juillet de Falk Harnack avec Wolfgang Preiss dans le rôle de Stauffenberg
- 1967 : La Nuit des généraux d'Anatole Litvak avec Gérard Buhr dans le rôle de Stauffenberg
- 1971 : Libération de Iouri Ozerov avec Alfred Struwe
- 2004 : L'attentat contre Hitler - 20 juillet 1944 de Hans-Erich Viet avec Harald Schrott dans le rôle de Stauffenberg
- 2008 : Walkyrie de Bryan Singer avec Tom Cruise dans le rôle de Stauffenberg

### Télévision

#### Téléfilms
- 1971 : Opération Walkyrie de Franz Peter Wirth, avec Joachim Hansen dans le rôle de Stauffenberg
- 2004 : Opération Walkyrie (Stauffenberg) de Jo Baier avec Sebastian Koch[c]
- 2009 : Stauffenberg : la Véritable Histoire en deux parties d'Oliver Halmburger (de), Allemagne, d’après un livre de Guido Knopp, Stauffenberg – Die wahre Geschichte, daté de 2008

#### Docufiction

##### Fiction
- 2003 : L'Attentat contre Hitler. 20 juillet 1944 (Die Stunde der Offiziere), Allemagne.

##### Historique
- 2008 : Opération Walkyrie : le complot de Stauffenberg pour tuer Hitler (de) de Jean-Pierre Isbouts, États-Unis
- 2018 : Robert Bernardis, l'adjudant de Stauffenberg de Martin Betz avec Andreas Kiendl dans le rôle de Stauffenberg

#### Série
- 2019 : Charité d'Anno Saul avec Pierre Kiwitt dans le rôle de Stauffenberg[22]